# Jüdischer Friedhof (Jemnice)

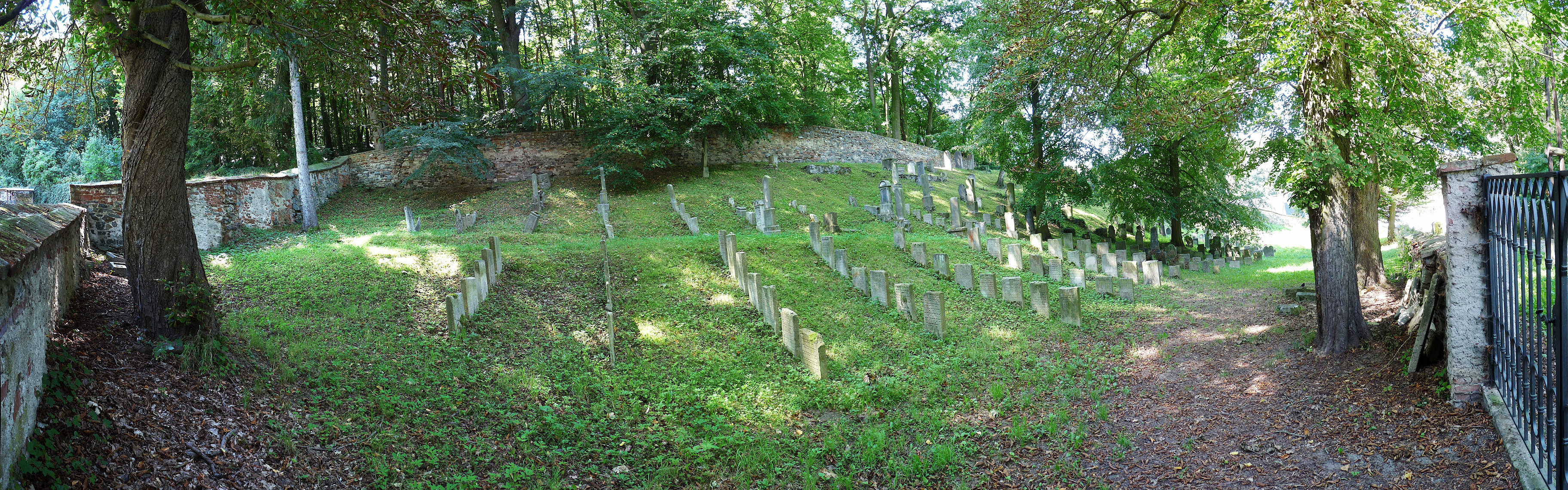
Jüdischer Friedhof in Jemnice

Der Jüdische Friedhof in Jemnice (deutsch Jamnitz), einer Stadt im Okres Třebíč in der Kraj Vysočina (Tschechien), wurde vermutlich im 14. Jahrhundert errichtet. Der jüdische Friedhof ist seit 1988 ein geschütztes Kulturdenkmal. Die ältesten Grabsteine (Mazevot) stammen aus den 1670er Jahren.